# Gingerole

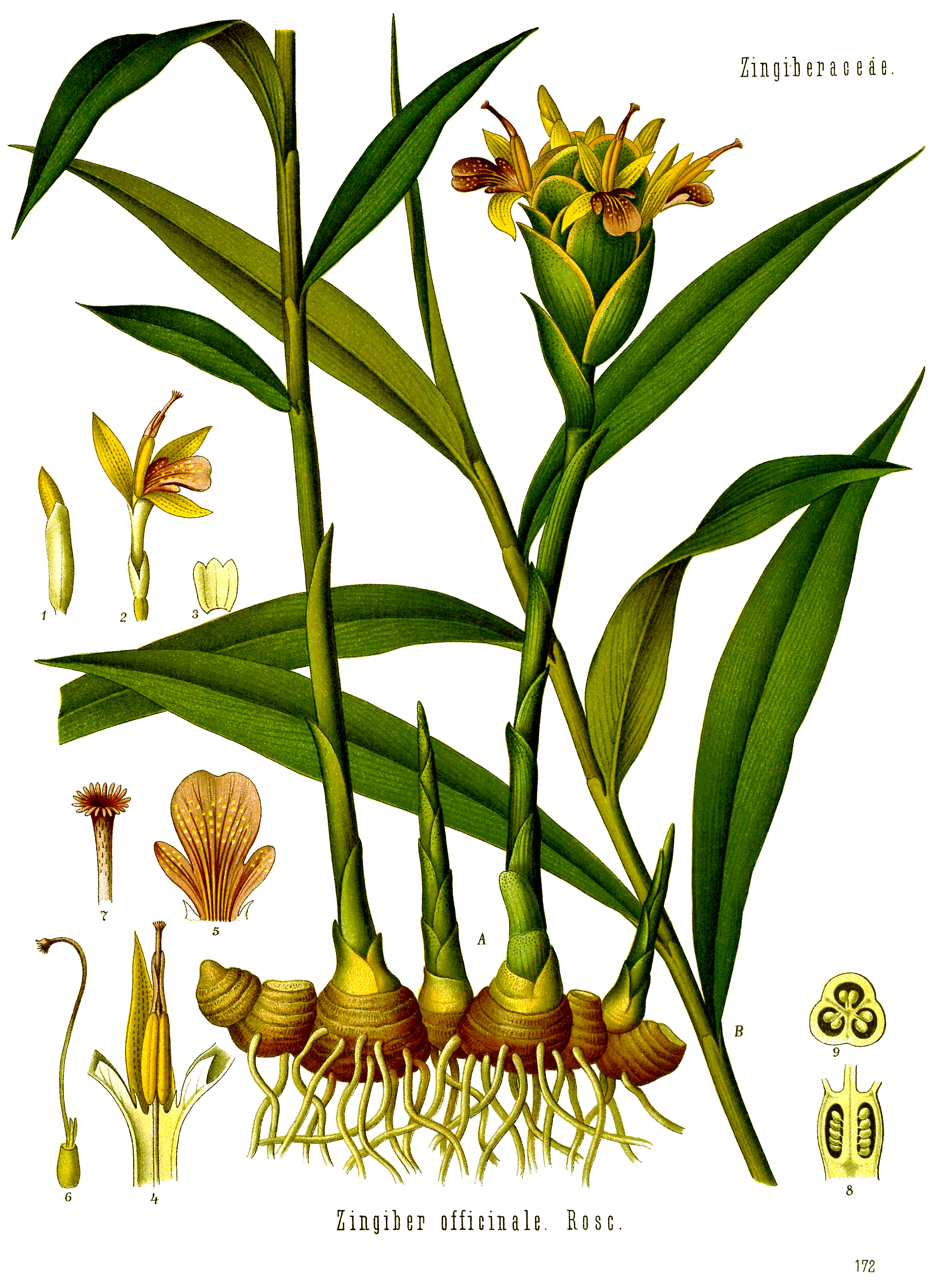
Ingwer (Zingiber officinale) enthält Gingerole

Allgemeine Strukturformel von Gingerolen

Gingerole sind sekundäre Pflanzenstoffe, wichtige geschmacksgebende Komponenten des Ingwerrhizoms (Zingiber officinale) und der Hauptverursacher von dessen scharfem Geschmack.

## Nomenklatur
Es werden in der Literatur verschiedene Schreibweisen für Gingerole verwendet: Dabei werden die Zahlen ohne Klammer, mit runder oder rechteckiger Klammer geschrieben. Bsp. 6-Gingerol, (6)-Gingerol und [6]-Gingerol. 

## Vertreter
Insgesamt wurden im Ingwer folgende Gingerole mit unterschiedlich langen Seitenketten nachgewiesen: 
- (4)-Gingerol C15H22O4[4][S 1]
- (6)-Gingerol C17H26O4[5]
- (7)-Gingerol C18H28O4[6][S 2]
- (8)-Gingerol C19H30O4[7][S 3]
- (9)-Gingerol C20H32O4[8][S 4]
- (10)-Gingerol C21H34O4[9][S 5]
- (12)-Gingerol C23H38O4[10][S 6]
- (14)-Gingerol C25H42O4[11][S 7]
- (16)-Gingerol C27H46O4[12][S 8]

(7)-Gingerol und (8)-Gingerol  könnten ebenfalls in Aframomum melegueta gefunden werden.

## Externe Links zu erwähnten Verbindungen
1. ↑  Externe Identifikatoren von bzw. Datenbank-Links zu (4)-Gingerol:  CAS-Nr.: 41743-68-4, PubChem: 46901319, Wikidata: Q105006903.
2. ↑  Externe Identifikatoren von bzw. Datenbank-Links zu 7-Gingerol:  CAS-Nr.: nicht vergeben, PubChem: 11472344, Wikidata: Q104375410.
3. ↑  Externe Identifikatoren von bzw. Datenbank-Links zu (8)-Gingerol:  CAS-Nr.: 23513-08-8, EG-Nr.: 664-008-1, ECHA-InfoCard: 100.190.264, PubChem: 168114, ChemSpider: 147054, Wikidata: Q27155091.
4. ↑  Externe Identifikatoren von bzw. Datenbank-Links zu [9]-Gingerol:  CAS-Nr.: nicht vergeben, PubChem: 24826452, Wikidata: Q131171867.
5. ↑  Externe Identifikatoren von bzw. Datenbank-Links zu (10)-Gingerol:  CAS-Nr.: 23513-15-7, EG-Nr.: 683-167-8, ECHA-InfoCard: 100.208.680, PubChem: 168115, ChemSpider: 147055, Wikidata: Q27155092.
6. ↑  Externe Identifikatoren von bzw. Datenbank-Links zu (+/-)-[12]-Gingerol:  CAS-Nr.: 77333-95-0, PubChem: 5317599, Wikidata: Q81981220.
7. ↑  Externe Identifikatoren von bzw. Datenbank-Links zu [14]-Gingerol:  CAS-Nr.: nicht vergeben, PubChem: 24826453, ChemSpider: 59696442, Wikidata: Q131171938.
8. ↑  Externe Identifikatoren von bzw. Datenbank-Links zu [16]-Gingerol:  CAS-Nr.: nicht vergeben, PubChem: 24826530, Wikidata: Q131171962.